# Japan Soccer League 1973
La stagione 1973 è stata la nona edizione della Japan Soccer League, massimo livello del campionato giapponese di calcio.

## Avvenimenti

### Antefatti
Per quanto riguarda i regolamenti, nella prima divisione venne ripristinata la differenza reti come discriminante per le situazioni di parità e fu eliminata la regola che prescriveva l'uso di divise bianche per le squadre che giocavano le gare interne. Fu infine attivata la regola dei playoff promozione-salvezza, accantonata nella stagione precedente per permettere l'allargamento del lotto delle partecipanti in Division 1. A livello di club, lo Yomiuri divenne la prima squadra giapponese ad affidare la panchina ad uno straniero, l'olandese Frans van Balkom.

### Il campionato
La prima divisione fu dominata dal Mitsubishi Heavy Industries che, dopo aver perso nel match della prima giornata con il Furukawa Electric, inanellò una serie di 14 risultati utili consecutivi che lo proietteranno verso il secondo titolo nazionale, ottenuto con quasi un mese di anticipo grazie ad un pareggio nello scontro diretto con lo Yanmar Diesel. Ebbero accesso ai playoff promozione-salvezza l'esordiente Tanabe Pharma, in grave ritardo sulle altre concorrenti già al termine del girone di andata, e il Nippon Kokan nonostante un timido tentativo di rimonta nel girone di ritorno.
Molto combattuta fu la lotta per i playoff promozione-salvezza nella seconda divisione: grazie ad un rendimento da alta classifica, il Kofu Club annullò l'iniziale ascesa del Fujitsu e dell'NTTPC Kinki ottenendo, assieme all'Eidai Sangyo, l'accesso ai playoff promozione-salvezza. Gli spareggi che ne seguirono sancirono la promozione dell'Eidai Sangyo, che sconfisse il Tanabe Pharma rimontando il 2-1 rimediato all'andata, mentre un 2-1 nella gara di andata permise al Nippon Kokan di salvarsi a scapito della promozione del Kofu Club. Sul fondo della seconda divisione, Toyoda Automated Loom Works e Hagoromo Club lasciarono definitivamente la Japan Soccer League: dopo aver trascorso la maggior parte del campionato nelle parti basse della graduatoria, vennero sconfitte nella gara di ritorno dei playoff dall'Ibaraki Hitachi e dal Sumitomo Metals.

## Squadre

### Profili
Division 1
| Club partecipanti | Club partecipanti | Città      | Stagione 1972                   |
| ----------------- | ----------------- | ---------- | ------------------------------- |
| Furukawa Electric | dettagli          | Yokohama   | 7° in JSL Division 1            |
| Hitachi           | dettagli          | Koganei    | Campione del Giappone           |
| Mitsubishi HI     | dettagli          | Tokyo      | 4° in JSL Division 1            |
| Nippon Kokan      | dettagli          | Kawasaki   | 5° in JSL Division 1            |
| Nippon Steel      | dettagli          | Kitakyūshū | 6° in JSL Division 1            |
| Tanabe Pharma     | dettagli          | Osaka      | 1° in JSL Division 2            |
| Towa Real Estate  | dettagli          | Tochigi    | 8° in JSL Division 1            |
| Toyota Motors     | dettagli          | Susono     | 2° in JSL Division 2 (promosso) |
| Toyo Kogyo        | dettagli          | Hiroshima  | 3° in JSL Division 1            |
| Yanmar Diesel     | dettagli          | Osaka      | 2° in JSL Division 1            |

Division 2
| Club partecipanti | Club partecipanti | Città     | Stagione 1972                                           |
| ----------------- | ----------------- | --------- | ------------------------------------------------------- |
| Dainichi Densen   | dettagli          | Amagasaki | 8° in JSL Division 2                                    |
| Eidai Sangyo      | dettagli          | Heizei    | 1° in All Japan Senior Football Championship (promosso) |
| Fujitsu           | dettagli          | Kawasaki  | 5° in JSL Division 2                                    |
| Hagoromo Club     | dettagli          | Shimizu   | 6° in JSL Division 2 (come Nippon Light Metal)          |
| Kofu Club         | dettagli          | Kōfu      | 3° in JSL Division 2                                    |
| Kyoto Shiko       | dettagli          | Kyoto     | 4° in JSL Division 2                                    |
| NTTPC Kinki       | dettagli          | Osaka     | 9° in JSL Division 2                                    |
| Teijin Matsuyama  | dettagli          | Matsuyama | 2° in All Japan Senior Football Championship (promosso) |
| Toyoda ALW        | dettagli          | Kariya    | 10° in JSL Division 2                                   |
| Yomiuri           | dettagli          | Tokyo     | 7° in JSL Division 2                                    |

### Allenatori
Division 1
| Club              | Allenatore         |
| ----------------- | ------------------ |
| Furukawa Electric | Saburō Kawabuchi   |
| Hitachi           | Hidetoki Takahashi |
| Mitsubishi HI     | Hiroshi Ninomiya   |
| Nippon Kokan      | Takaji Tanaka      |
| Nippon Steel      | Masashi Watanabe   |
| Tanabe Pharma     | Kōji Miyata        |
| Towa Real Estate  | Yukio Shimomura    |
| Toyota Motors     | Tatsuya Shiji      |
| Toyo Kogyo        | Kenzō Ōhashi       |
| Yanmar Diesel     | Kenji Onitake      |

Division 2
| Club             | Allenatore         |
| ---------------- | ------------------ |
| Dainichi Densen  | Sconosciuto        |
| Eidai Sangyo     | Ken Okubo          |
| Fujitsu          | Shigeo Yaegashi    |
| Hagoromo Club    | Nobuo Matsunaga    |
| Kofu Club        | Tsukasa Hosaka     |
| Kyoto Shiko      | Seishiro Shimatani |
| NTTPC Kinki      | Sconosciuto        |
| Teijin Matsuyama | Sconosciuto        |
| Toyoda ALW       | Sconosciuto        |
| Yomiuri          | Frans van Balkom   |

## Classifiche finali

### JSL Division 1
|                     | Pos. | Squadra           | Pt | G  | V  | N | P  | GF | GS | DR  |
| ------------------- | ---- | ----------------- | -- | -- | -- | - | -- | -- | -- | --- |
| Giappone (bandiera) | 1.   | Mitsubishi HI     | 30 | 18 | 14 | 2 | 2  | 35 | 12 | +23 |
|                     | 2.   | Hitachi           | 25 | 18 | 12 | 1 | 5  | 35 | 18 | +17 |
|                     | 3.   | Yanmar Diesel     | 23 | 18 | 10 | 3 | 5  | 40 | 17 | +23 |
|                     | 4.   | Towa Real Estate  | 21 | 18 | 9  | 3 | 6  | 29 | 22 | +7  |
|                     | 5.   | Furukawa Electric | 21 | 18 | 9  | 3 | 6  | 31 | 27 | +4  |
|                     | 6.   | Nippon Steel      | 16 | 18 | 7  | 2 | 9  | 25 | 26 | -1  |
|                     | 7.   | Toyota Motors     | 15 | 18 | 5  | 5 | 8  | 22 | 31 | -9  |
|                     | 8.   | Toyo Kogyo        | 14 | 18 | 4  | 6 | 8  | 16 | 28 | -12 |
|                     | 9.   | Nippon Kokan      | 12 | 18 | 4  | 4 | 10 | 24 | 32 | -8  |
|                     | 10.  | Tanabe Pharma     | 3  | 18 | 1  | 1 | 16 | 7  | 51 | -44 |

Legenda:

      Campione del Giappone

      Retrocessa in Japan Soccer League Division 2 1974
Note:
Due punti a vittoria, uno a pareggio, zero a sconfitta.

### JSL Division 2
|  | Pos. | Squadra          | Pt | G  | V  | N | P  | GF | GS | DR  |
|  | ---- | ---------------- | -- | -- | -- | - | -- | -- | -- | --- |
|  | 1.   | Eidai Sangyo     | 26 | 18 | 11 | 4 | 3  | 51 | 24 | +27 |
|  | 2.   | Kofu Club        | 26 | 18 | 12 | 2 | 4  | 39 | 25 | +14 |
|  | 3.   | Yomiuri          | 24 | 18 | 10 | 4 | 4  | 40 | 21 | +19 |
|  | 4.   | Fujitsu          | 22 | 18 | 9  | 4 | 5  | 33 | 28 | +5  |
|  | 5.   | NTTPC Kinki      | 21 | 18 | 8  | 5 | 6  | 31 | 29 | +2  |
|  | 6.   | Dainichi Densen  | 16 | 18 | 6  | 6 | 7  | 30 | 34 | -4  |
|  | 7.   | Kyoto Shiko      | 14 | 18 | 5  | 4 | 9  | 31 | 35 | -4  |
|  | 8.   | Teijin Matsuyama | 13 | 18 | 4  | 5 | 9  | 21 | 43 | -22 |
|  | 9.   | Toyoda ALW       | 9  | 18 | 2  | 6 | 11 | 30 | 34 | -4  |
|  | 10.  | Hagoromo Club    | 9  | 18 | 3  | 3 | 12 | 25 | 48 | -23 |

Legenda:

      Promossa in Japan Soccer League Division 1 1974
      Retrocessa nei campionati regionali
Note:
Due punti a vittoria, uno a pareggio, zero a sconfitta.

## Risultati

### Tabellone
Division 1
|                   | MHI  | Hit  | Yan  | Tow  | Fur  | Nip  | Tom  | Toy  | Nkk  | Tan  |
| ----------------- | ---- | ---- | ---- | ---- | ---- | ---- | ---- | ---- | ---- | ---- |
| Mitsubishi H.I.   | –––– | 2-0  | 1-0  | 4-1  | 0-2  | 3-0  | 3-0  | 2-0  | 3-1  | 2-0  |
| Hitachi           | 2-1  | –––– | 2-1  | 3-2  | 3-1  | 1-2  | 1-1  | 0-2  | 2-0  | 5-0  |
| Yanmar Diesel     | 1-1  | 3-1  | –––– | 1-0  | 1-2  | 3-0  | 1-2  | 4-1  | 4-3  | 6-0  |
| Towa Real Estate  | 1-2  | 1-0  | 0-0  | –––– | 2-0  | 0-0  | 4-2  | 2-0  | 2-1  | 5-1  |
| Furukawa Electric | 2-4  | 0-2  | 1-1  | 2-1  | –––– | 1-3  | 2-2  | 0-0  | 3-1  | 2-1  |
| Nippon Steel      | 0-2  | 0-2  | 2-1  | 2-3  | 0-1  | –––– | 2-3  | 3-0  | 1-0  | 5-1  |
| Toyota Motors     | 1-2  | 2-3  | 1-3  | 0-0  | 1-4  | 1-0  | –––– | 3-1  | 0-3  | 3-1  |
| Toyo Kogyo        | 0-0  | 1-1  | 0-6  | 2-0  | 0-2  | 2-2  | 0-0  | –––– | 1-1  | 2-1  |
| Nippon Kokan      | 1-2  | 0-1  | 0-3  | 2-4  | 5-3  | 2-1  | 0-0  | 1-1  | –––– | 1-1  |
| Tanabe Pharma     | 0-1  | 0-6  | 0-1  | 0-1  | 0-3  | 0-2  | 1-0  | 0-4  | 0-2  | –––– |

Division 2
|                  | Eid  | Kof  | Yom  | Fuj  | Ntt  | Dai  | Ksh  | Tei  | Tal  | Hag  |
| ---------------- | ---- | ---- | ---- | ---- | ---- | ---- | ---- | ---- | ---- | ---- |
| Eidai Sangyo     | –––– | 1-2  | 3-1  | 0-2  | 1-1  | 4-0  | 2-2  | 4-0  | 1-1  | 5-1  |
| Kofu Club        | 3-1  | –––– | 1-2  | 2-1  | 5-1  | 3-3  | 0-4  | 0-1  | 2-2  | 2-1  |
| Yomiuri          | 3-5  | 0-1  | –––– | 2-3  | 3-0  | 4-1  | 1-1  | 0-0  | 1-0  | 2-2  |
| Fujitsu          | 1-3  | 4-2  | 1-3  | –––– | 0-2  | 1-1  | 2-1  | 2-1  | 2-2  | 2-0  |
| NTTPC Kinki      | 2-2  | 0-3  | 0-3  | 2-2  | –––– | 1-1  | 3-1  | 3-1  | 3-1  | 2-1  |
| Dainichi Densen  | 1-2  | 0-1  | 2-2  | 2-0  | 1-2  | –––– | 3-3  | 2-2  | 2-1  | 4-1  |
| Kyoto Shiko      | 2-4  | 1-2  | 0-4  | 2-3  | 1-1  | 2-0  | –––– | 4-1  | 2-0  | 0-3  |
| Teijin Matsuyama | 0-5  | 1-4  | 0-5  | 0-0  | 0-4  | 5-2  | 2-1  | –––– | 1-1  | 1-1  |
| Toyoda ALW       | 1-3  | 1-2  | 1-2  | 2-3  | 2-1  | 0-3  | 0-1  | 2-1  | –––– | 0-1  |
| Hagoromo Club    | 1-5  | 1-4  | 0-2  | 1-4  | 1-3  | 0-2  | 4-2  | 3-4  | 3-3  | –––– |

### Spareggi promozione/salvezza
|               |     |               | Città e data               |
| ------------- | --- | ------------- | -------------------------- |
| Nippon Kokan  | 2-1 | Kofu Club     | Tokyo, 6 gennaio 1974      |
| Tanabe Pharma | 2-1 | Eidai Sangyo  | Kōbe, 6 gennaio 1974       |
|               |     |               |                            |
| Kofu Club     | 2-2 | Nippon Kokan  | Kōfu, 10 gennaio 1974      |
| Eidai Sangyo  | 2-0 | Tanabe Pharma | Yamaguchi, 10 gennaio 1974 |

### Play-off interdivisionali
|                 |     |                 | Città e data              |
| --------------- | --- | --------------- | ------------------------- |
| Hagoromo Club   | 2-2 | Sumitomo Metals | Shimizu, 8 dicembre 1973  |
| Toyoda ALW      | 1-1 | Ibaraki Hitachi | Kariya, 15 dicembre 1973  |
|                 |     |                 |                           |
| Sumitomo Metals | 2-1 | Hagoromo Club   | Itami, 15 dicembre 1973   |
| Ibaraki Hitachi | 2-1 | Toyoda ALW      | Hitachi, 23 dicembre 1973 |

## Statistiche

### Classifiche di rendimento

#### Rendimento andata-ritorno
| Andata            | Andata | Ritorno           | Ritorno |
|                   |        |                   |         |
| Mitsubishi H.I.   | 16     | Mitsubishi H.I.   | 14      |
| Hitachi           | 11     | Hitachi           | 14      |
| Towa Real Estate  | 11     | Yanmar Diesel     | 13      |
| Nippon Steel      | 11     | Furukawa Electric | 11      |
| Furukawa Electric | 10     | Towa Real Estate  | 10      |
| Yanmar Diesel     | 10     | Toyo Kogyo        | 8       |
| Toyota Motors     | 10     | Nippon Kokan      | 8       |
| Toyo Kogyo        | 6      | Nippon Steel      | 5       |
| Nippon Kokan      | 4      | Toyota Motors     | 5       |
| Tanabe Pharma     | 1      | Tanabe Pharma     | 2       |

| Andata           | Andata | Ritorno          | Ritorno |
|                  |        |                  |         |
| Fujitsu          | 12     | Kofu Club        | 18      |
| NTTPC Kinki      | 12     | Eidai Sangyo     | 15      |
| Eidai Sangyo     | 11     | Yomiuri          | 15      |
| Yomiuri          | 9      | Fujitsu          | 10      |
| Dainichi Densen  | 9      | NTTPC Kinki      | 9       |
| Kyoto Shiko      | 9      | Dainichi Densen  | 7       |
| Kofu Club        | 8      | Teijin Matsuyama | 7       |
| Teijin Matsuyama | 6      | Kyoto Shiko      | 5       |
| Hagoromo Club    | 6      | Toyoda ALW       | 5       |
| Toyoda ALW       | 4      | Hagoromo Club    | 3       |

### Primati stagionali
| Record della Division 1 - Maggior numero di vittorie: Mitsubishi H.I. (14) - Minor numero di sconfitte: Mitsubishi H.I. (2) - Miglior attacco: Yanmar Diesel (40) - Miglior difesa: Mitsubishi H.I. (12) - Miglior differenza reti': Mitsubishi H.I. (+30) - Maggior numero di pareggi: Toyo Kogyo (6) - Minor numero di pareggi: Hitachi e Tanabe Pharma (1) - Maggior numero di sconfitte: Tanabe Pharma (16) - Minor numero di vittorie: Tanabe Pharma (1) - Peggior attacco: Tanabe Pharma (7) - Peggior difesa: Tanabe Pharma (5) - Peggior differenza reti: Tanabe Pharma (-44) | Record della Division 2 - Maggior numero di vittorie: Kofu Club (12) - Minor numero di sconfitte: Eidai Sangyo (3) - Miglior attacco: Eidai Sangyo (51) - Miglior difesa: Yomiuri (21) - Miglior differenza reti: Eidai Sangyo (+27) - Maggior numero di pareggi: Dainichi Densen (6) - Minor numero di pareggi: Kofu Club (2) - Maggior numero di sconfitte: Hagoromo Club (12) - Minor numero di vittorie: Toyoda ALW (2) - Peggior attacco: Toyoda ALW (20) - Peggior difesa: Hagoromo Club (48) - Peggior differenza reti: Hagoromo Club (-23) |

### Classifica marcatori
| Gol |  |  | Giocatore          | Squadra          |
| --- |  |  | ------------------ | ---------------- |
| 11  |  |  | Akira Matsunaga    | Hitachi          |
| 10  |  |  | Hiroji Imamura     | Yanmar Diesel    |
| 10  |  |  | Tsutomu Nakamura   | Towa Real Estate |
| 9   |  |  | Kunishige Kamamoto | Yanmar Diesel    |
| 9   |  |  | Hiroshi Abe        | Yanmar Diesel    |
| 8   |  |  | Kenji Okubo        | Mitsubishi HI    |
| 8   |  |  | Michio Ashikaga    | Mitsubishi HI    |

| Gol |  |  | Giocatore         | Squadra      |
| --- |  |  | ----------------- | ------------ |
| 21  |  |  | Michiaki Nakamura | Eidai Sangyo |
| 15  |  |  | George Yonashiro  | Yomiuri      |